# Lenka Bradáčová
Lenka Bradáčová (* 1. března 1973 Roudnice nad Labem) je česká státní zástupkyně, od roku 2025 nejvyšší státní zástupkyně. Od března 2008 do dubna 2014 pak působila ve funkci prezidentky stavovského sdružení Unie státních zástupců České republiky.

## Život
Vyrůstala v Kostomlatech pod Řípem, později žila v Roudnici nad Labem. Po ukončení roudnického gymnázia pokračovala studiem práva a právní vědy na Právnické fakultě Univerzity Karlovy, kterou absolvovala v roce 1998 (Právní a sociální aspekty regulace nealkoholové toxikománie) se ziskem ceny Karla Engliše pro nejlepší studenty společenskovědních disciplín. V roce 2001 (Drogy a kriminalita; školitel Dagmar Císařová) dokončila postgraduální doktorské studium v oboru veřejné právo. Ve stejném roce byla jmenována státní zástupkyní v Litoměřicích. O dva roky později se stala náměstkyní krajského státního zástupce v Ústí nad Labem. V letech 2006–2007 stážovala při Ministerstvu spravedlnosti ČR. 

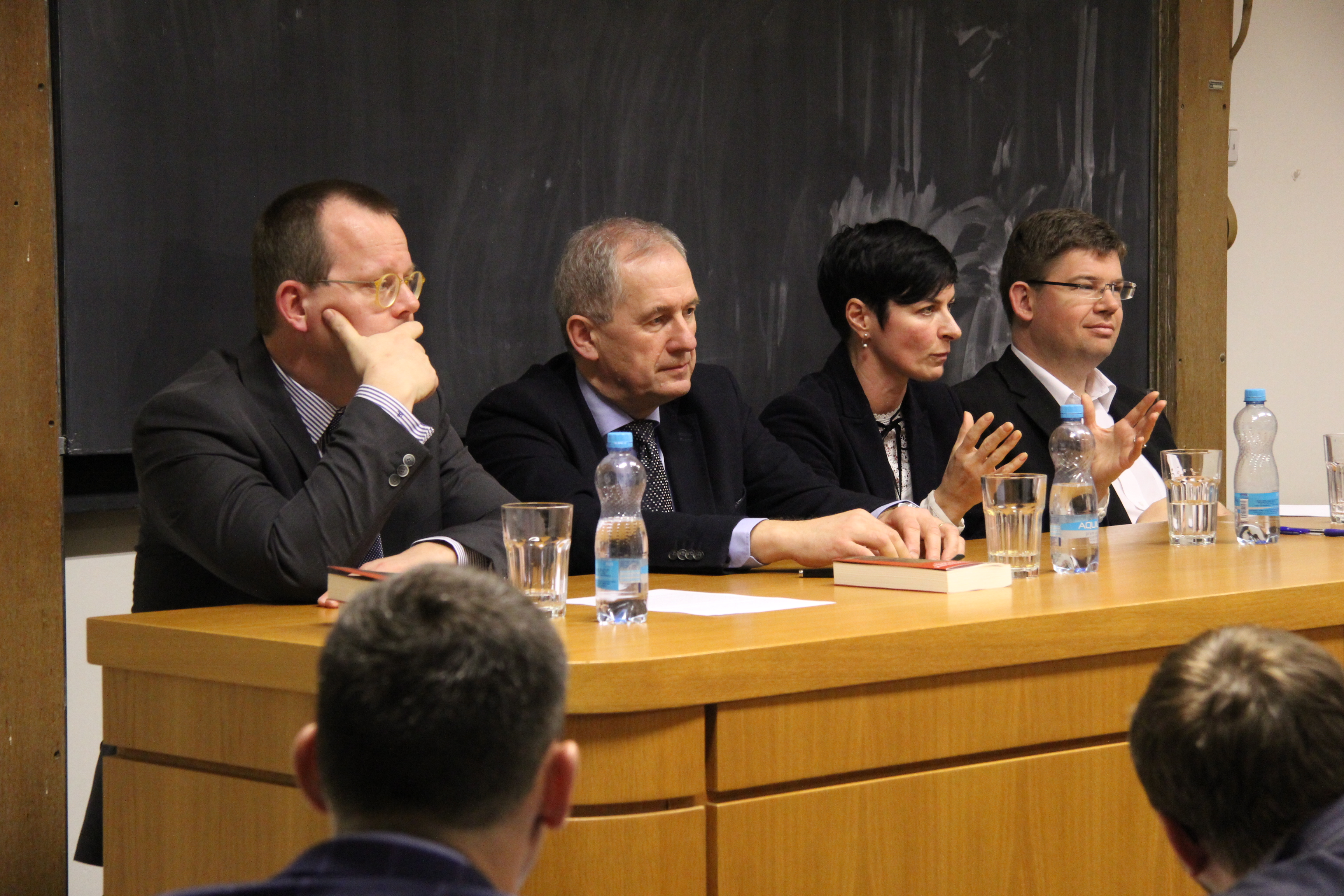
Jan Lata, Josef Baxa, Lenka Bradáčová a Jiří Pospíšil na panelové diskuzi na téma státní zastupitelství (2017)

Nejvyšší státní zástupce Pavel Zeman ji navrhl na funkci vrchní státní zástupkyně v Praze. Ministr spravedlnosti Jiří Pospíšil měl v úmyslu Bradáčovou do této funkce jmenovat, ale ze svého úřadu byl 27. června 2012 odvolán prezidentem republiky Václavem Klausem na návrh předsedy vlády Petra Nečase. Přes zjevné zdráhání ji nakonec jmenoval dne 30. července 2012 nový ministr spravedlnosti Pavel Blažek.
Pracuje také jako lektorka v oboru trestní právo na Justiční akademii. V oboru trestního práva získala ocenění Právník roku za rok 2016. Specializuje se na legislativu, trestnou činnost úředních osob, trestní právo procesní, vzdělávání v soustavě státního zastupitelství, dále působí na Univerzitě Palackého v Olomouci při Právnické fakultě.
Dne 8. ledna 2025 ji ministr spravedlnosti ČR Pavel Blažek navrhl na post nejvyšší státní zástupkyně a ve stejný den vláda ČR její nominaci schválila. Měla tak nahradit Igora Stříže, který o dva dny dříve podal rezignaci. Do funkce nastoupila dne 1. dubna 2025.

## Kauzy
Dozorovala několik mediálně sledovaných trestních kauz, včetně případů zavražděného pětiletého chlapce Jana Rokose jeho matkou, ústeckého vraha Miroslava Ritticha, mačetového útoku Romů v novoborském baru, kauzu Mostecké uhelné, soudce Havlína, mediálně známou kauzu Bereta či kauzu ministryně obrany Vlasty Parkanové.
Z pozice náměstkyně krajského státního zástupce v Ústí nad Labem se podílela na kauze sociálnědemokratického poslance Davida Ratha podezřelého ze spáchání trestných činů poškození finančních zájmů Evropské unie (mj. uvádění nepravdivých nebo hrubě zkreslujících údajů vztahujících se k výdajům z rozpočtu EU), přijetí úplatku, podplacení a sjednávání výhody při zadání veřejné zakázky, při veřejné soutěži a veřejné dražbě. 1. června 2012 Krajské státní zastupitelství v Ústí nad Labem Rathův případ postoupilo Krajskému státnímu zastupitelství ve Středočeském kraji, konkrétně zástupci Petru Jirátovi.
Ke jmenování Bradáčové do funkce nejvyšší státní zástupkyně se kriticky vyjádřil předseda ústavně-právního výboru Senátu Tomáš Goláň: „Lenka Bradáčová má za sebou spoustu kauz, kdy stát musel za její pochybení platit náhrady.“

## Mediální obraz
Podle TN.cz pro svůj mediální obraz „neústupné, neúplatné, neúprosné a přitom spravedlivé“ státní zástupkyně získala přezdívku „Cattani v sukních“, a to v souvislosti s fiktivním komisařem Corradem Cattanim ze seriálu Chobotnice, který bojoval proti mafii.